# Portsmouth Olympic Harbour
Der Portsmouth Olympic Harbour ist ein Sportboothafen am Ontariosee in der kanadischen Stadt Kingston, Ontario.
Der Yachthafen wurde im 19. Jahrhundert als Handelshafen erbaut. Ab 1969 war der Hafen Austragungsort der Canadian Olympic-training Regatta, Kingston. Als Montreal 1970 den Zuschlag für die Olympischen Sommerspiele 1976 erhielt, wurde der Yachthafen als Austragungsort für die olympischen Segelregatten auserwählt. Im März 1974 begann schließlich die Sanierung des Hafens. Seit Ende der Olympischen Spiele ist der Hafen für die Öffentlichkeit zugänglich.